# Sylvain Bazin
Pour les articles homonymes, voir Bazin.
Sylvain Bazin, né le 2 mai 1978 à Corbeil-Essonnes, est un journaliste et auteur français.

## Biographie
Né à Corbeil-Essonnes, en Essonne, en 1978, Sylvain Bazin grandit entre les forêts de Rambouillet et des Trois Pignons. C’est dans cet environnement qu’il se découvre très tôt une passion pour la nature et les grands espaces, qu’il parcourt dès son enfance, à pied et à vélo. Dès l’âge de onze ans, il pratique avec intensité la course à pied, un sport qui deviendra un des fils conducteurs de sa vie. Parallèlement, il poursuit des études de lettres et se passionne pour l’écriture et l’illustration.
En 2000, il obtient un DEA de lettres à l'université Paris Diderot. Son sujet de DEA, les animaux dans le livre pour enfant, la bande-dessinée et la littérature, mêle aussi ses intérêts pour la nature, l’image et la littérature. La même année, il remporte le championnat d’Ile-de-France Espoirs du 10 000 mètres. En 2002, il est admis au concours externe de conservateur de bibliothèque, et exerce cette profession au sein du réseau des médiathèques de Saint-Quentin-en-Yvelines, dans les Yvelines, en tant que directeur adjoint puis directeur de bibliothèques publiques jusqu’en 2009.
Dès 2005, il commence à collaborer à la presse spécialisée en trail et course à pied, réalisant sur le terrain de nombreux reportages sur les courses auxquelles il continue de participer. Fin 2009, il décide de se consacrer uniquement à cette activité et devient journaliste indépendant. C'est également à travers ces courses d'ultra-trail qu'il commence à voyager de plus en plus. Il participe alors à des courses à travers le monde - qui se révèlent parfois être de vraies aventures comme lors de l’Himal Race 2010, une traversée sur 1 000 kilomètres en petit groupe du Mont Kailash aux Annapurnas ou sur le Treg, une course non-stop de 200 kilomètres à travers le désert de l’Ennedi au Tchad par plus de 45 degrés. Mais il se consacre depuis 2008 surtout à des voyages à pied en solitaire. Ce sont surtout les chemins de pèlerinage qui lui inspirent de longues randonnées itinérantes.
En 2012, il court et marche vers Saint-Jacques de Compostelle depuis son domicile d’alors, à Aix-les-Bains. Ce voyage sera l’objet de son premier livre, Pèlerin Express, paru en 2013. Un peu plus tard dans cette même année 2012, il chute par deux fois, gravement, en tentant de traverser seul le Great Himalaya Trail au Népal, se fracturant les deux bras. Il ne devra son salut qu’à l’aide d’une rencontre avec une expédition japonaise menée par Tametsu Honishi. L’année suivante, il se rend au Japon pour honorer ses sauveurs et marche sur le chemin des 88 temples. En 2013, il court de Canterbury à Rome, sur l’ancienne voie de pèlerinage de la Via Francigena. Il a parcouru depuis de nombreuses voies jacquaires et bien d’autres sentiers de grande randonnée, qui deviennent les principaux sujets de ses ouvrages.
En 2015, il parcourt aussi à vélo les 2 500 kilomètres de la Wild Atlantic Way, le long du littoral atlantique de l’Irlande.
Après avoir collaboré depuis 2005 à de nombreux magazines, journaux et site Internet, ainsi que tenu son blog personnel, il prend fin 2017 la rédaction en chef du magazine Wider, consacré au trail et aux activités de pleine nature. Il poursuit depuis en parallèle l’écriture de nombreux ouvrages ainsi que la réalisation de reportages sur la randonnée, le voyage à vélo et la course à pied principalement.
Il est membre du jury d’experts de l’élection du « GR préféré des français » organisé par la FFRandonnée depuis 2019. Il participe régulièrement à l'émission de radio "Grand bien vous fasse" présentée par Ali Ribeihi sur France Inter.
En 2024, il publie son 1er manga, Mystérieuse disparition dans les Causses et Cévennes, le 1er tome de la série 3, 2, 1 GO, un manga naturaliste à destination des 10-14 ans , soutenu par le site Unesco Causses et Cévennes

## Publications

### Livres
- Pèlerin Express, illustrations de Matthieu Forichon, Outdoor Editions, 2013.
- Trail Running, préparez vos défis! avec Jean-Marc Delorme, Amphora, 2015.
- Randonnée, préparez vos voyages ! Amphora, 2016
- Les défis de la course, Transboréal, 2016.
- Les plus beaux endroits pour Marcher, Gründ, 2018.
- Alpes, les plus beaux treks, Glénat, 2020.
- La France des GR, Glénat, 2020.
- Les plus beaux endroits pour se Ressourcer, Gründ, 2020.
- Les plus beaux endroits pour Marcher en France, Gründ, 2021.
- Les plus beaux endroits pour Camper, Gründ, 2021.
- Compostelle, le grand pèlerinage, Glénat, 2021.
- Voyages à vélo et vélo électrique en Auvergne, Glénat, 2020.
- Voyages à vélo et vélo électrique, Autour de Lyon, Glénat, 2020.
- Voyages à vélo et vélo électrique, Drôme- Ardèche, Glénat, 2021.
- Voyages à vélo et vélo électrique, Alpes du Nord, Glénat, 2021.
- Randonnée en France et ailleurs, agenda, éditions 365, 2021.
- Révolution Trail, avec Véronique Billat, De Boeck, 2021.
- Chemins d’histoires, Glénat, 2022.
- Les plus beaux endroits pour faire un Trek, Gründ, 2023.
- 60 Micro-aventures autour de Paris, Lyon, Marseille, Glénat, 2023.
- La France à vélo, au fil de l’eau, Vagnon, 2023.
- Les 50 coureurs qui ont marqué l'histoire, De Boeck supérieur, 2024.
- La France à pied au fil de l'eau, Vagnon, 2024.
- Mystérieuse disparition dans les Causses et Cévennes, 3, 2, 1 GO Tome 1, avec Cédric Piffard, Belles Balades, 2024